# Вологодская ссылка
Музей «Вологодская ссылка» — филиал Вологодского государственного музея-заповедника. Вологда была одним из мест политической ссылки дореволюционной России и СССР, об этом феномене рассказывает экспозиция музея.

## История

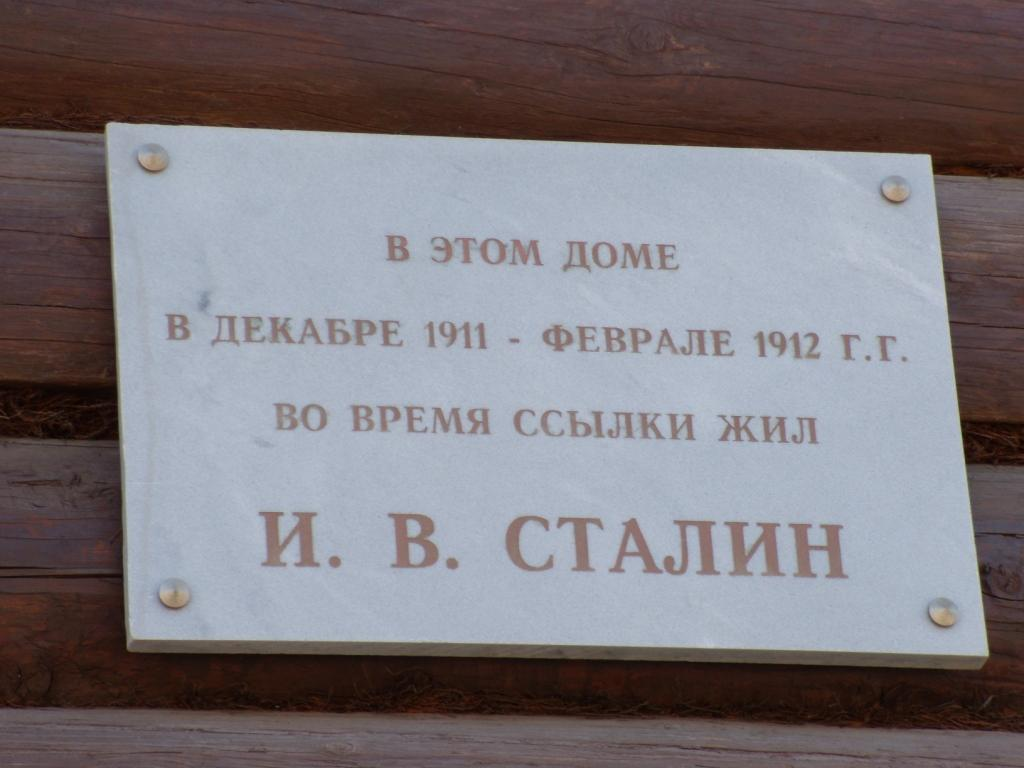
Мемориальная доска И. В. Сталина

Музей находится в двухэтажном деревянном доме на улице М. Ульяновой. Этот дом примечателен своей историей: с декабря 1911 года по февраль 1912 года в нем проживал И. В. Сталин, будучи сосланным в Вологду. С 1937 года в доме располагался музей, посвящённый жизни и деятельности И. В. Сталина. В 1956 году он был преобразован в Дом-музей революционной деятельности большевиков в вологодской ссылке, а после и совсем закрыт. В 2007 году в этом же здании открылся музей «Вологодская ссылка».
21 декабря 2024 года на территории дома-музея состоялось открытие памятника И.В.Сталину в день его 145-летия.

## Экспозиция
Новая экспозиция посвящена политическим ссыльным первой половины XIX века — начала XX века. Среди них были деятели культуры, науки, государственные служащие, оппозиционно настроенная интеллигенция. Наиболее известные — Н. И. Надеждин, Н. Я. Данилевский, Н. В. Шелгунов, В. В. Берви-Флеровский, П. Л. Лавров, Г. А. Лопатин, В. Г. Короленко, А. В. Луначарский, Б. В. Савинков, Б.Н. Моисеенко, А. А. Богданов, Н. А. Бердяев, В. М. Молотов, М. И. Ульянова, И. В. Сталин.
Ссылки в Вологодскую губернию, или, как её ещё называли, «подстоличную Сибирь», в начале XX века на волне Столыпинских реформ приобрели массовый характер. В результате Вологду принудительно «посетили» около 10 тысяч человек.
В музее экспонируются множество документальных материалов рассказывающие о деятельности органов политического сыска в дореволюционной России, представлены атрибуты вологодских тюрем той эпохи. Наиболее интересный и разнообразный материал о самих сосланных в Вологду расположен в выдвижных стендах на втором этаже. Отдельную и центральную часть музея представляет мемориальная зона, комната Иосифа Джугашвили, которую он занимал во время ссылки. Комната передаёт быт ссыльных XX века, а основной её экспонат — восковая фигура молодого Сталина.